# Jaguar Land Rover
Jaguar Land Rover es un fabricante de automóviles con sede en Whitley (Coventry), Inglaterra, siendo una subsidiaria del grupo indio Tata Motors. Su principal actividad es el diseño, desarrollo, fabricación y venta de los vehículos Jaguar Cars y Land Rover.
Antes de su fusión, ambas marcas han acumulado una historia larga y compleja, que se remonta a los años 1940; a su primera unión en 1968 como parte del grupo de empresas British Leyland y, más tarde, a una existencia independiente de cada marca como subsidiarias de BMW, en el caso de Land Rover y de Ford Motor Company, que más tarde adquirió Land Rover de BMW en 2000 a raíz de la desintegración de la antigua Rover, que era en la práctica el resto de British Leyland.
Jaguar Land Rover ha sido una filial propiedad de Tata Motors desde 2008, cuando esta última compañía se la compró a Ford. Vendió un total de 462 678 vehículos durante 2014, que comprende 381 108 vehículos Land Rover y 81 570 vehículos Jaguar.

## Historia

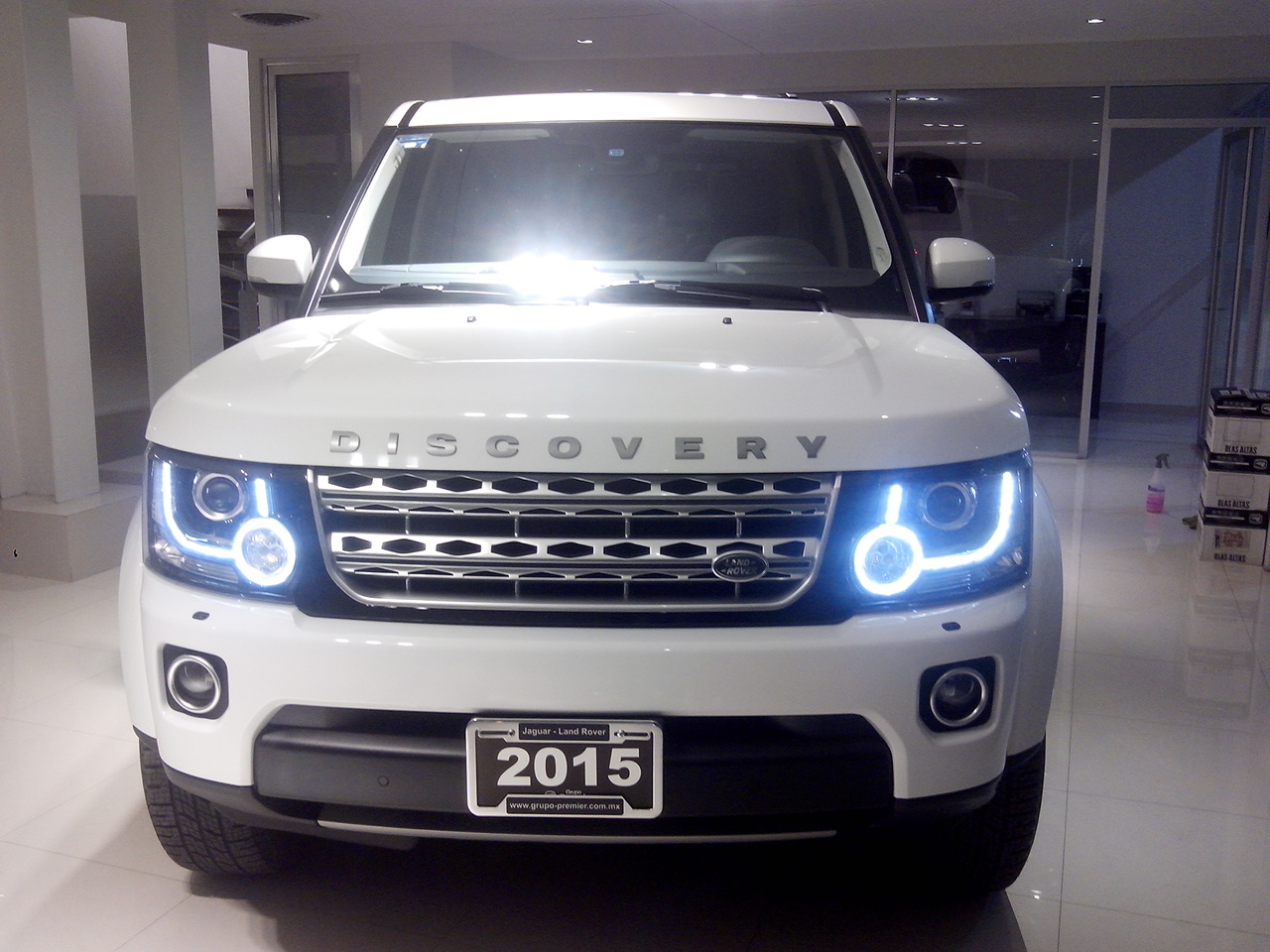
Discovery HSE de 2015 en un concesionario de automóviles de Culiacán, Sinaloa, México

Las empresas Jaguar Cars y Land Rover se unieron primero bajo una sola entidad bajo Ford Motor Company en 2002. Ford adquirió Jaguar Cars en 1989 y Land Rover de BMW en 2000.
En 2006 Ford compró el nombre y los logotipos de la marca Rover de BMW por alrededor de 6 000 000 £. Esta es la unión de Rover y Land Rover por primera vez desde que el grupo Rover fue disuelto por BMW en 2000; y también supuso que Jaguar entrara en el mismo mercado que Rover/Land Rover más de 15 años después de que se quedó fuera de la antigua British Leyland en 1984.
En 2008 se fundó la compañía Jaguar Land Rover, cuando Tata Motors adquirió las compañías Jaguar Cars y Land Rover a la empresa estadounidense Ford.
En marzo de 2011, Jaguar Land Rover anunció que contrataría a 1500 personas en su planta de Halewood y firmó contrato de suministros con compañías establecidas en el Reino Unido por más de 2 000 000 000 £, con el fin de iniciar la producción de su nuevo modelo Range Rover Evoque.
En septiembre de 2011, la compañía confirmó que invertiría 355 000 000 £ en la construcción de una nueva planta de motores en el parque empresarial i54, cerca de Wolverhampton, Inglaterra central, para la fabricación de una familia de motores de gasolina y Diésel de cuatro cilindros. En noviembre de 2011 Jaguar Land Rover anunció que iba a ser la creación de un mil nuevos trabajos en su planta de Solihull, con un incremento del 25% en el tamaño de la plantilla.
En marzo de 2012, Jaguar Land Rover anunció la creación de un mil nuevos puestos de trabajo en su planta de Halewood, adoptando un sistema de producción de 24 horas diarias. En el mismo mes, Jaguar Land Rover y el fabricante de automóviles con sede en China Chery acordaron invertir inicialmente US$2780 millones en una nueva empresa conjunta, dedicada a actividades entre las que se incluyen la fabricación de vehículos y motores de Jaguar y Land Rover, el establecimiento de un centro dedicado a la investigación y desarrollo, la creación de una nueva marca de automóviles; y la venta de los vehículos producidos por la empresa. Jaguar Land Rover tiene previsto crear 4500 empleos en la manufactura e ingeniería en el Reino Unido en los próximos cinco años.
En septiembre de 2013, Jaguar Land Rover anunció una ampliación adicional de 1700 nuevos puestos de trabajo, con una inversión en su planta de Solihull de 1 500 000 000 £. El dinero se invertiría en el diseño de sistemas para fabricar el chasis de los futuros modelos hechos de aluminio. El primero de estos modelos fue un nuevo sedán de tamaño medio deportivo, cuya presentación estaba prevista para 2015.
En septiembre de 2013 Jaguar Land Rover anunció planes para establecer un nuevo centro de investigación y desarrollo en el Reino Unido. El Campus Nacional Automotriz de Innovación (en inglés National Automotive Innovation Centre) tendrá su sede en la Universidad de Warwick. Jaguar Land Rover invertirá 50 000 000 £ en la instalación con fondos adicionales de Tata Motors, la universidad y el gobierno de Reino Unido.
En enero de 2014, el Wall Street Journal publicó que Jaguar Land Rover había vendido un volumen total récord de 425.006 vehículos en 2013, con un incremento en la demanda de sus vehículos de lujo en todos sus principales mercados, incluyendo China, Norteamérica y Europa.
No obstante, sus cifras fueron cayendo en picado prácticamente en todo el mundo por los problemas de fiabilidad que afectaron a la marca. Los motores Ingenium, que llegaron en 2015, se convirtieron en la peor pesadilla para Jaguar. La tecnología, sobre todo en sus primeros años, provocó una infinidad de problemas: roturas de motor, cadena de distribución estirada, roturas del turbo y, en la mayoría de los casos, con un bajo kilometraje. Muchos clientes optaron por vender sus modelos y apostar por otras marcas, motivado también por el mal servicio post-venta de Jaguar y su rechazo a ayudar a los clientes ante un defecto de fabricación. Muchos casos ya han sido llevados a los tribunales.

## Gama actual

### Jaguar

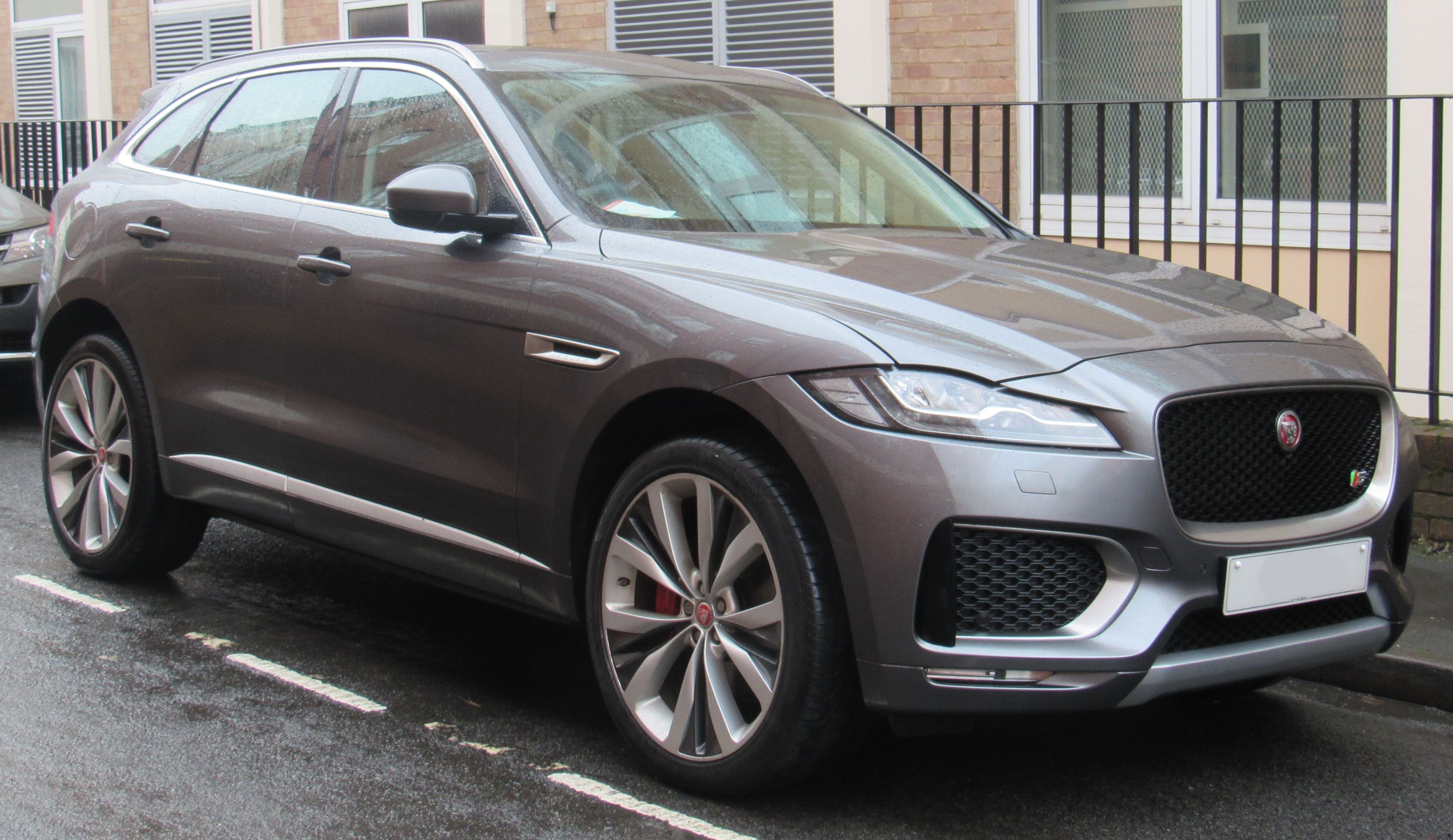
Jaguar F-Pace (SUV compacto)

### Land Rover

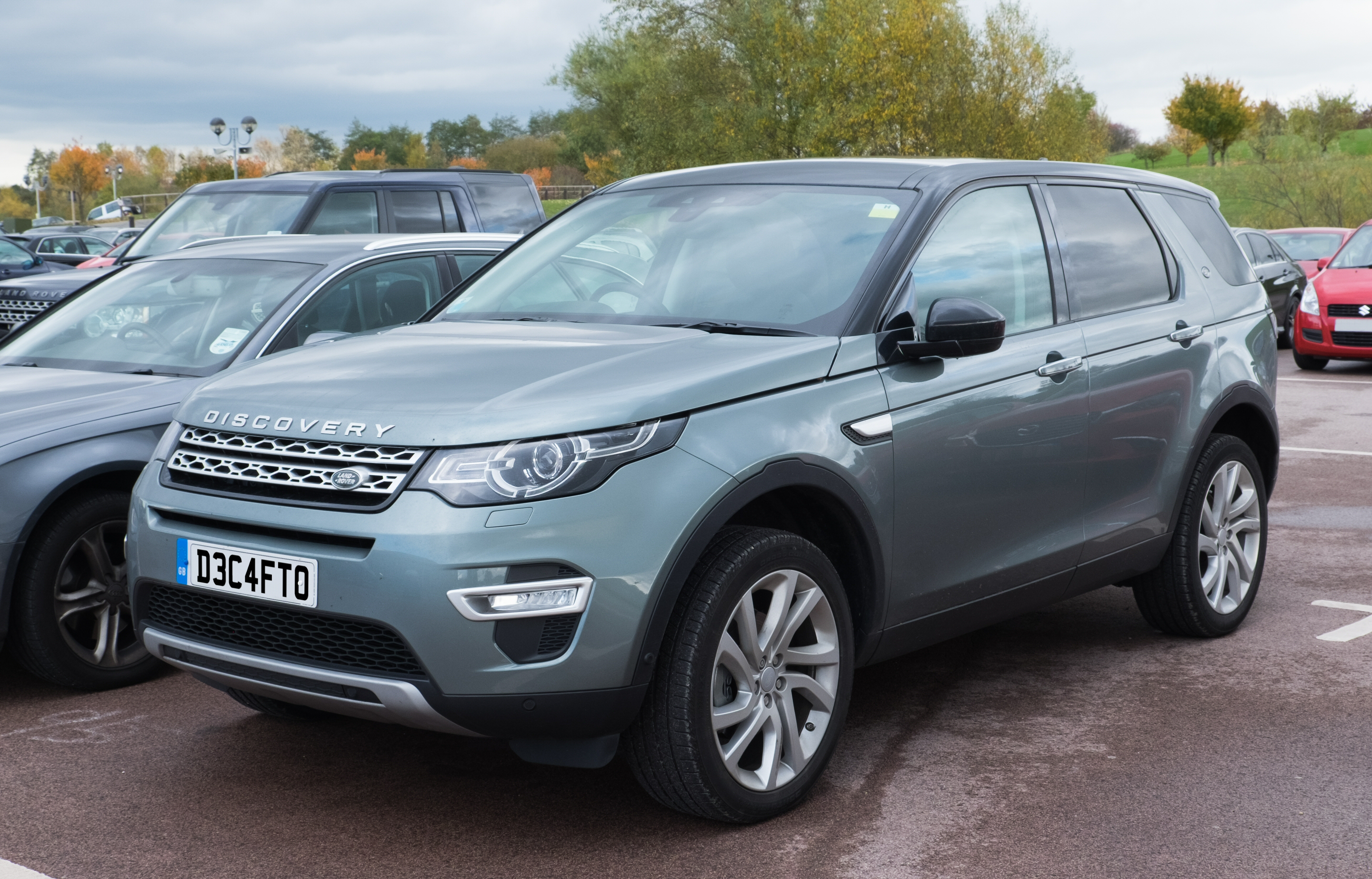
Land Rover Discovery Sport (SUV subcompacto)
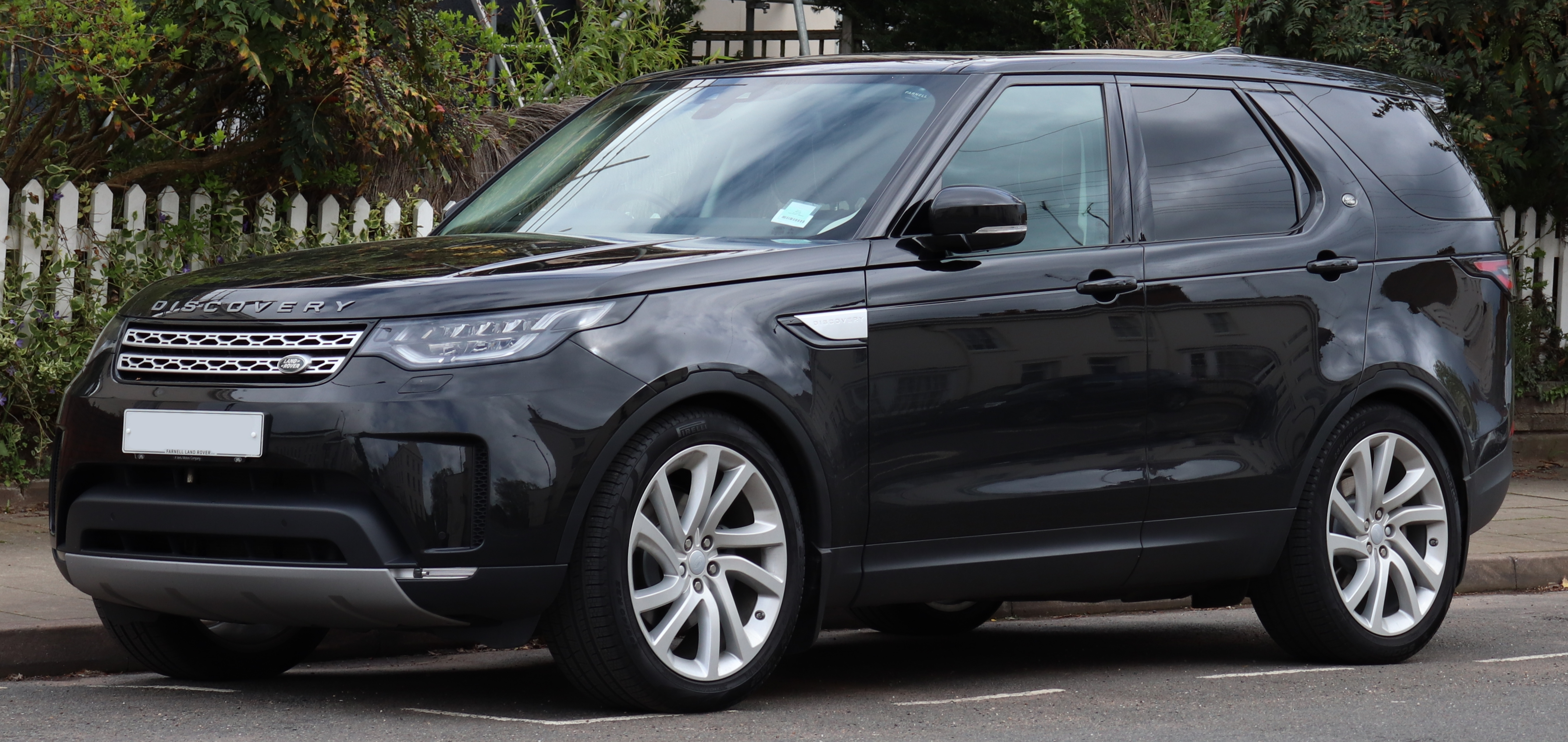
Land Rover Discovery (SUV mediano)
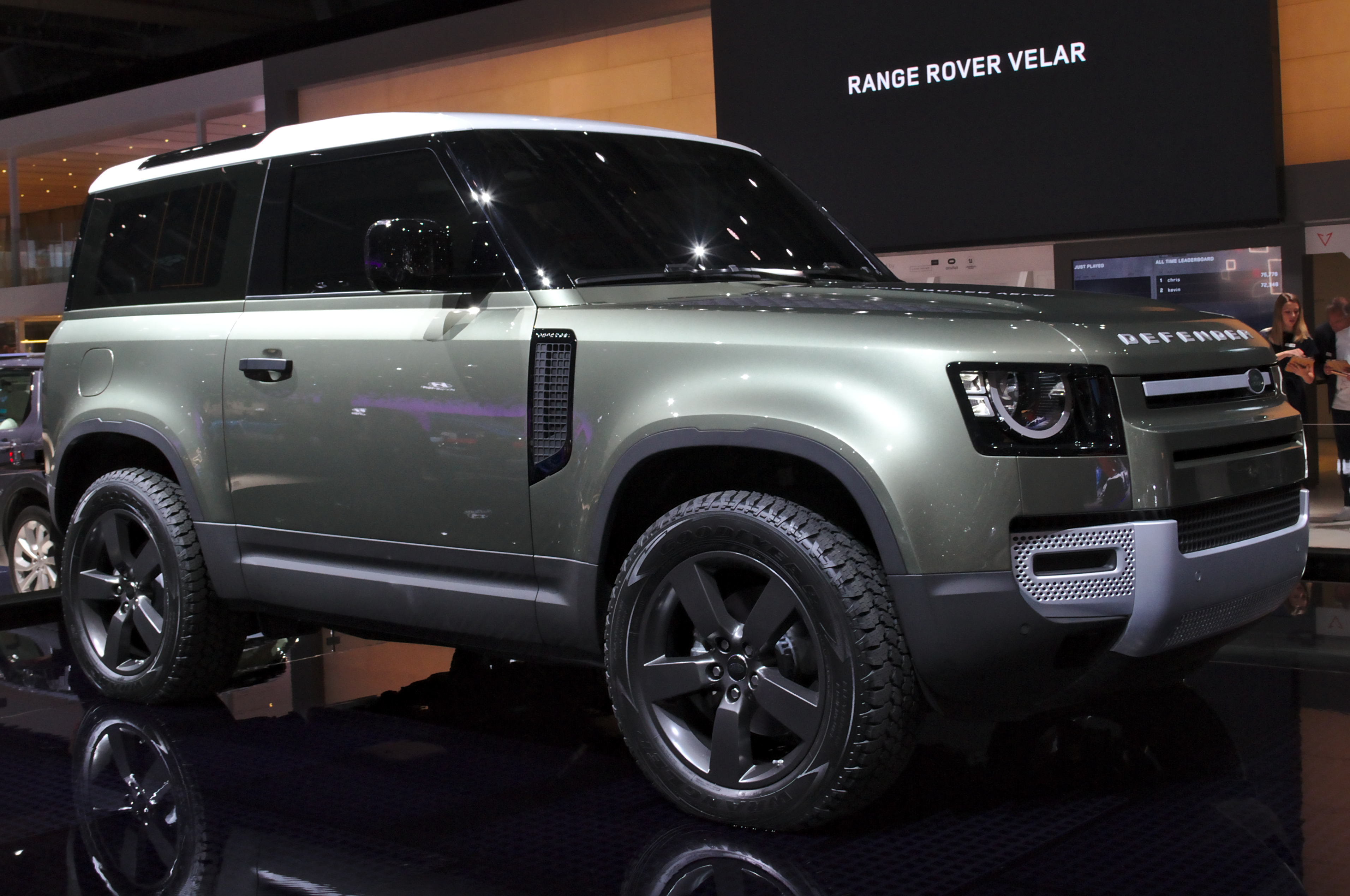
Land Rover Defender (vehículo todoterreno)
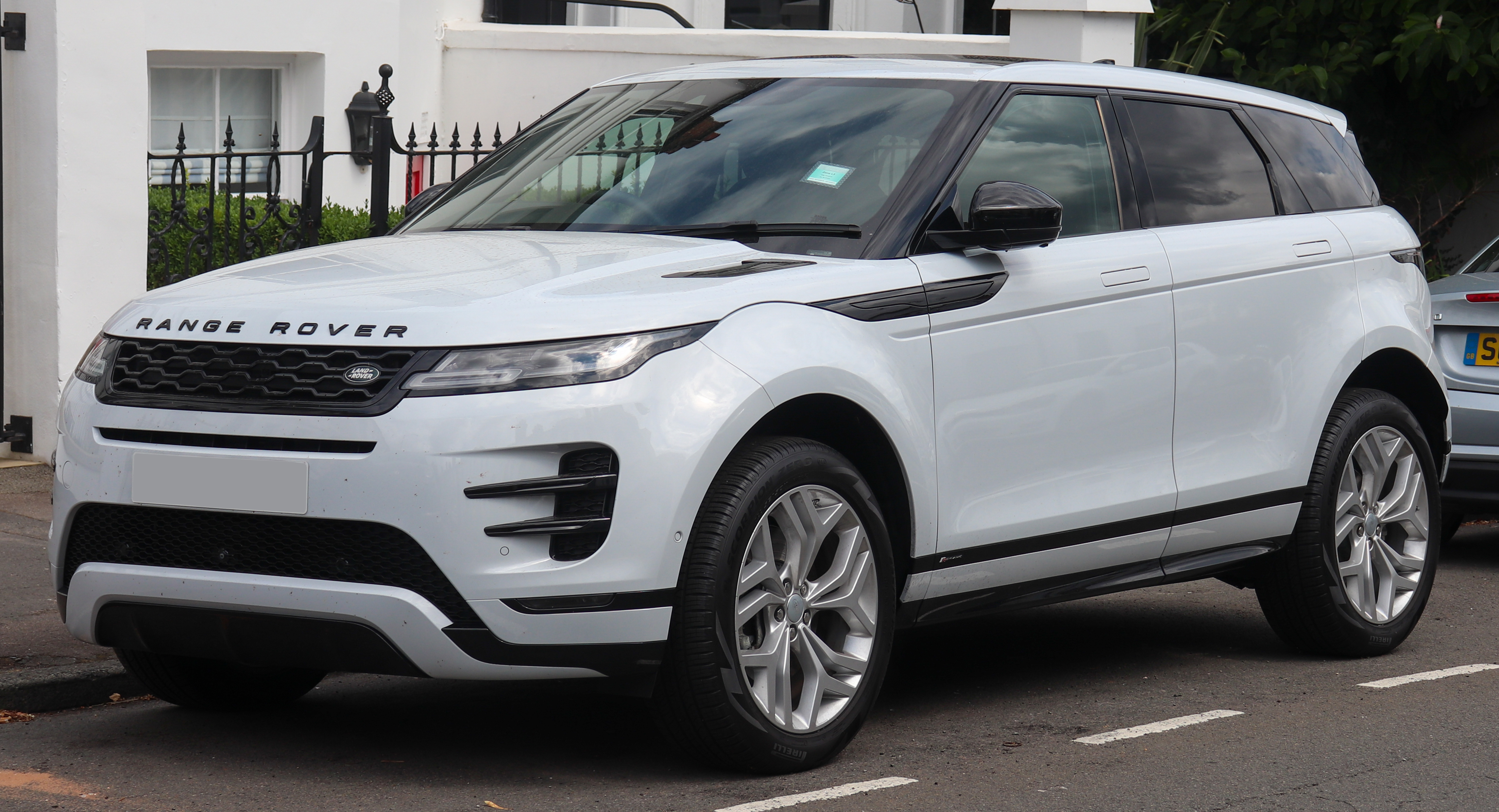
Range Rover Evoque (SUV subcompacto)
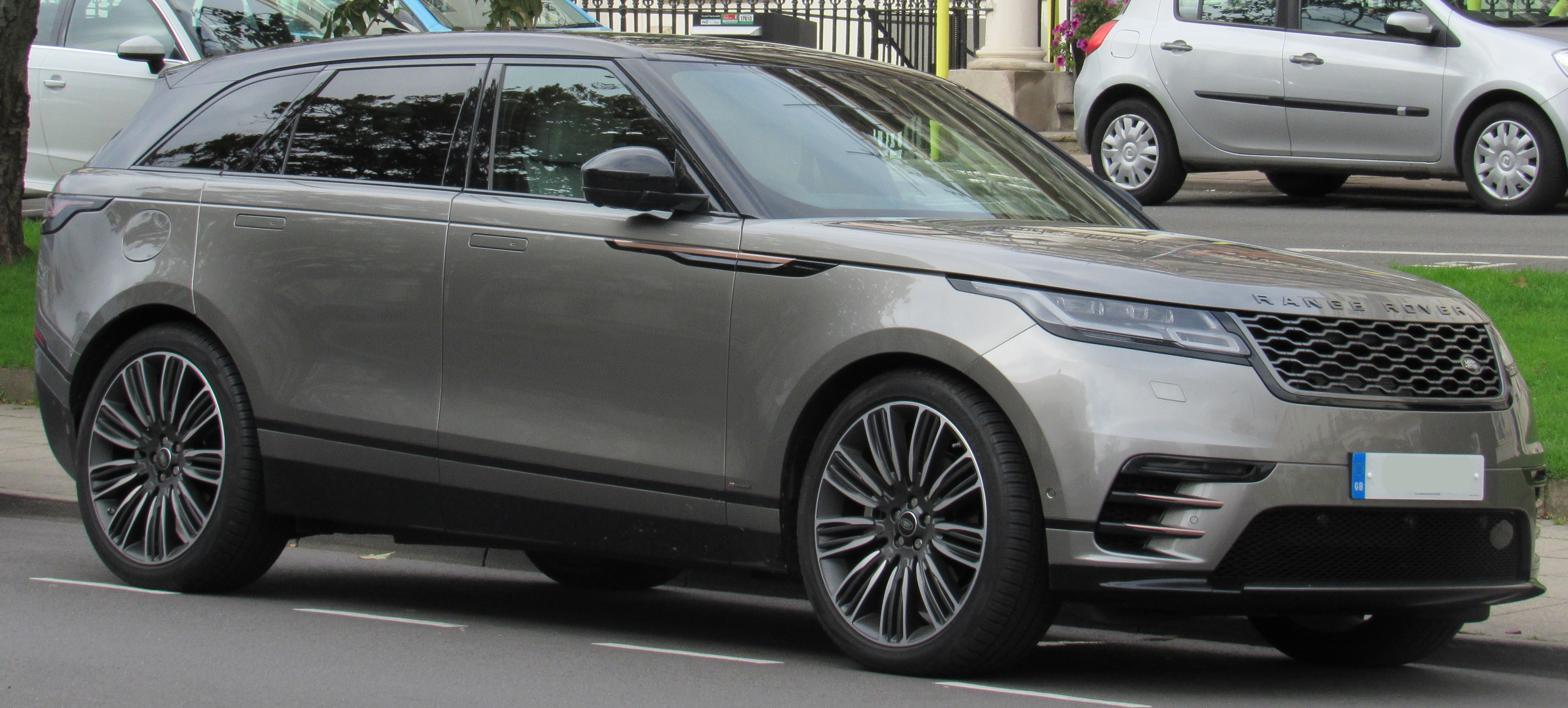
Range Rover Velar (SUV compacto)
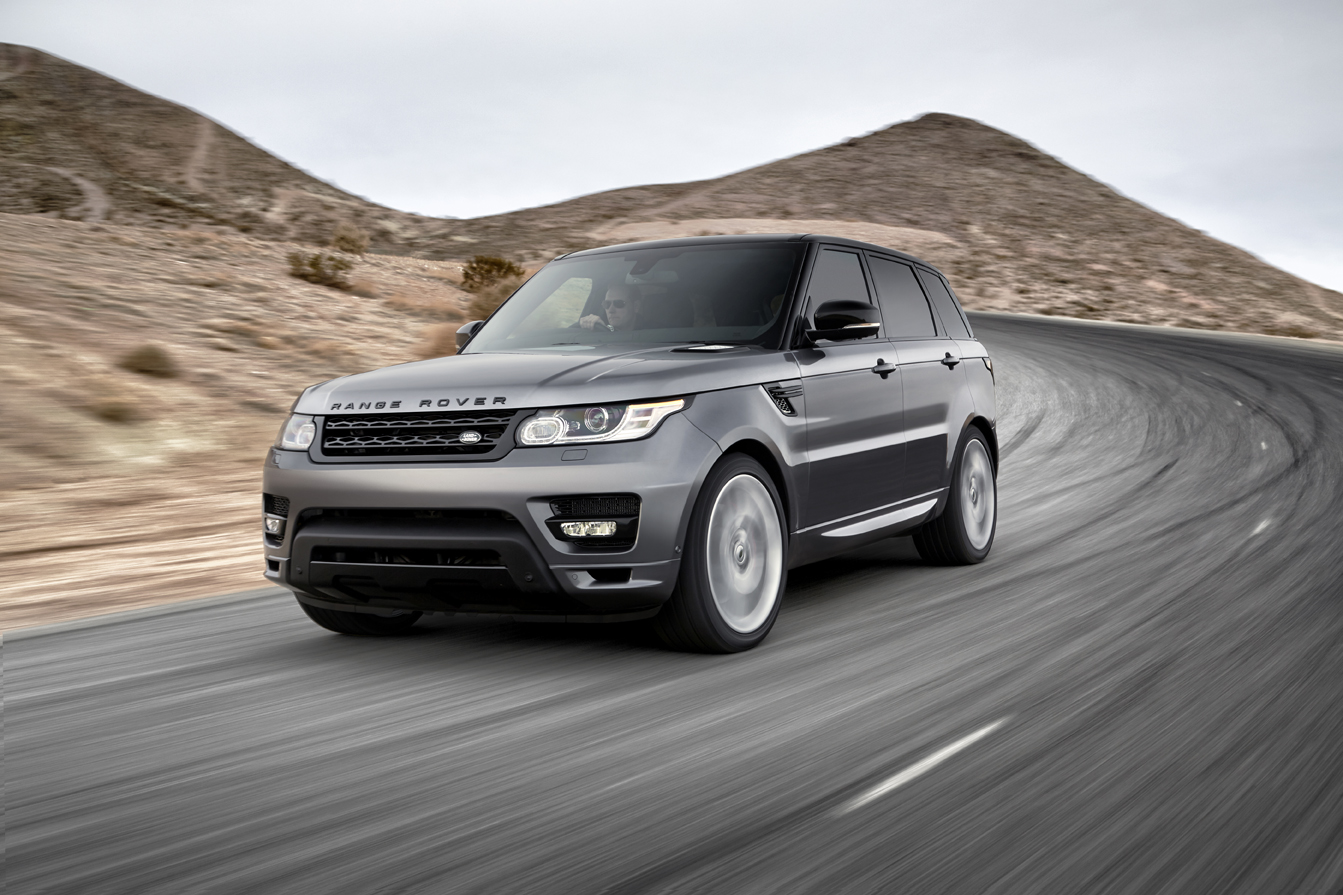
Range Rover Sport (SUV mediano)
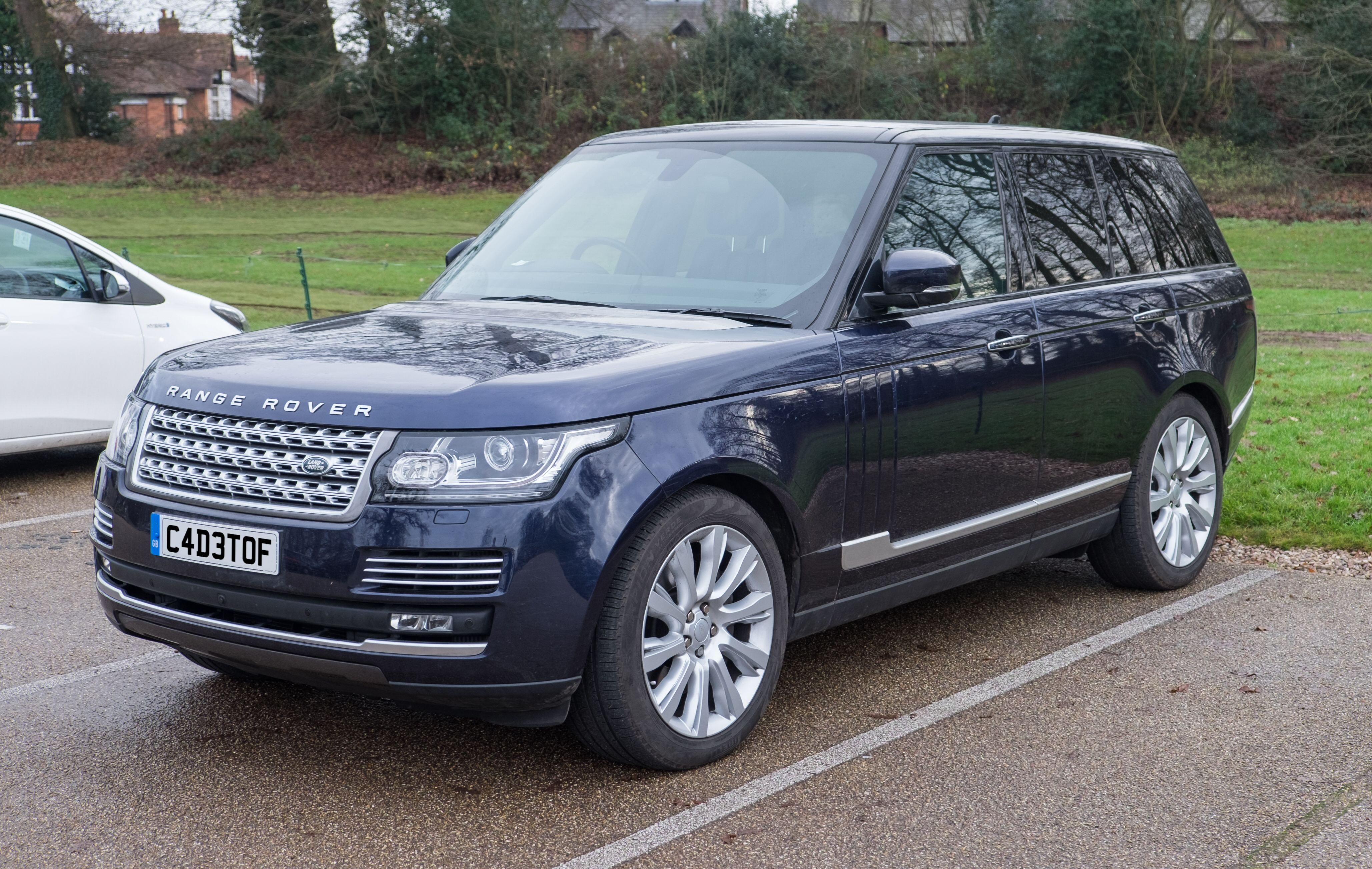
Range Rover (SUV grande)

## Asuntos corporativos
Jaguar Land Rover Automotive es una sociedad anónima incorporada bajo las leyes de Inglaterra y Gales (Compañía No. 06477691). La empresa matriz inmediata de Jaguar Land Rover Automotive PLC es TML Singapore Pte Limited y la última empresa matriz y parte controladora es Tata Motors de India.
El presidente del Grupo Tata, Ratan Tata, fue el presidente y director de Jaguar Land Rover Automotive PLC desde 2008 a diciembre de 2012. Sus principales subsidiarias activas son:
- Jaguar Land Rover Holdings Limited.
- Jaguar Land Rover Limited: diseño, fabricación y venta de vehículos Jaguar Cars y Land Rover.[27]

Entre 2017 y 2018, Land Rover reportó una producción total de 439 749 unidades, mientras que Jaguar logró 174 560 unidades.
En 2020 tenía una plantilla total de 39 787 empleados.

### Junta directiva
| Nombre            | Posición                      | Año designado |
| ----------------- | ----------------------------- | ------------- |
| Ravi Kant         | Director                      | 2008          |
| Andrew M. Robb    | Director                      | 2009          |
| Dr. Ralf D. Speth | Director ejecutivo y director | 2010          |

### Datos financieros
En 2014, reportó ingresos por 19 386 000 000 £, un beneficio de explotación de 3 393 000 000 £, un beneficio neto de 2 501 000 000 £, activos totales de 15 589 000 000 £ y un capital social de 5 864 000 000 £.
| Año final           | Facturación (£m) | EBITDA (£m) | Ingreso neto / (Pérdida) Antes de impuestos (£m) | Ingreso neto / (Pérdida) Atribuible a los accionistas (£m) |
| ------------------- | ---------------- | ----------- | ------------------------------------------------ | ---------------------------------------------------------- |
| 31 de marzo de 2014 | 19,386           | 3,393       | 2,501                                            | 1,879                                                      |
| 31 de marzo de 2013 | 15,785           | 2,402       | 1,675                                            | 1,215                                                      |
| 31 de marzo de 2012 | 13,512           | 2,027       | 1,507                                            | 1,481                                                      |
| 31 de marzo de 2011 | 9,870.7          | 1,501.7     | 1,114.9                                          | 1,035.9                                                    |
| 31 de marzo de 2010 | 6,527.2          | 349.1       | 51.4                                             | 23.5                                                       |
| 31 de marzo de 2009 | 4,949.5          | (83.9)      | (375.7)                                          | (402.4)                                                    |

## Línea Temporal
| 1885                  | 1896                  | 1901                  | 1904                  | 1905                  | 1910                  | 1913                  | 1922                  | 1930                  | 1951                  | 1952                      | 1961                      | 1962                      | 1965                      | 1966                      | 1967                      | 1968                              | 1981                              | 1982               | 1985               | 1986             | 1987             | 1993             | 1999                            | 2000                            | 2005                                  | 2006                                  | 2010                                  | 2011                                  | Presente                              |
| --------------------- | --------------------- | --------------------- | --------------------- | --------------------- | --------------------- | --------------------- | --------------------- | --------------------- | --------------------- | ------------------------- | ------------------------- | ------------------------- | ------------------------- | ------------------------- | ------------------------- | --------------------------------- | --------------------------------- | ------------------ | ------------------ | ---------------- | ---------------- | ---------------- | ------------------------------- | ------------------------------- | ------------------------------------- | ------------------------------------- | ------------------------------------- | ------------------------------------- | ------------------------------------- |
| Triumph Motor Company | Triumph Motor Company | Triumph Motor Company | Triumph Motor Company | Triumph Motor Company | Triumph Motor Company | Triumph Motor Company | Triumph Motor Company | Triumph Motor Company | Triumph Motor Company | Triumph Motor Company     | Triumph Motor Company     | Leyland Motor Corporation | Leyland Motor Corporation | Leyland Motor Corporation | Leyland Motor Corporation | British Leyland Motor Corporation | British Leyland Motor Corporation | Austin Rover Group | Austin Rover Group | Rover Group plc  | Leyland DAF      | Leyland DAF      | LDV Group (Paccar)              | LDV Group (Paccar)              | Roewe - MG Motor - Maxus (SAIC Motor) | Roewe - MG Motor - Maxus (SAIC Motor) | Roewe - MG Motor - Maxus (SAIC Motor) | Roewe - MG Motor - Maxus (SAIC Motor) | Roewe - MG Motor - Maxus (SAIC Motor) |
|                       | Leyland Motor Ltd.    | Leyland Motor Ltd.    | Leyland Motor Ltd.    | Leyland Motor Ltd.    | Leyland Motor Ltd.    | Leyland Motor Ltd.    | Leyland Motor Ltd.    | Leyland Motor Ltd.    | Leyland Motor Ltd.    | Leyland Motor Ltd.        | Leyland Motor Ltd.        | Leyland Motor Corporation | Leyland Motor Corporation | Leyland Motor Corporation | Leyland Motor Corporation | British Leyland Motor Corporation | British Leyland Motor Corporation | Austin Rover Group | Austin Rover Group | Rover Group plc  | Rover Group plc  | Rover Group plc  | MG Rover Group                  | MG Rover Group                  | Roewe - MG Motor - Maxus (SAIC Motor) | Roewe - MG Motor - Maxus (SAIC Motor) | Roewe - MG Motor - Maxus (SAIC Motor) | Roewe - MG Motor - Maxus (SAIC Motor) | Roewe - MG Motor - Maxus (SAIC Motor) |
|                       |                       | Rover Company         |                       |                       |                       |                       |                       |                       |                       |                           |                           | Leyland Motor Corporation | Leyland Motor Corporation | Leyland Motor Corporation | Leyland Motor Corporation | British Leyland Motor Corporation | British Leyland Motor Corporation | Austin Rover Group | Austin Rover Group | Rover Group plc  | Rover Group plc  | Rover Group plc  | MG Rover Group                  | MG Rover Group                  | Roewe - MG Motor - Maxus (SAIC Motor) | Roewe - MG Motor - Maxus (SAIC Motor) | Roewe - MG Motor - Maxus (SAIC Motor) | Roewe - MG Motor - Maxus (SAIC Motor) | Roewe - MG Motor - Maxus (SAIC Motor) |
|                       | Riley Motors          | Riley Motors          | Riley Motors          | Riley Motors          | Riley Motors          | Riley Motors          | Riley Motors          | Riley Motors          | Riley Motors          | British Motor Corporation | British Motor Corporation | British Motor Corporation | British Motor Corporation | British Motor Holdings    | British Motor Holdings    | British Leyland Motor Corporation | British Leyland Motor Corporation | Austin Rover Group | Austin Rover Group | Rover Group plc  | Rover Group plc  | Rover Group plc  | MG Rover Group                  | MG Rover Group                  | Roewe - MG Motor - Maxus (SAIC Motor) | Roewe - MG Motor - Maxus (SAIC Motor) | Roewe - MG Motor - Maxus (SAIC Motor) | Roewe - MG Motor - Maxus (SAIC Motor) | Roewe - MG Motor - Maxus (SAIC Motor) |
|                       |                       | Wolseley Motors       |                       |                       |                       |                       |                       |                       |                       | British Motor Corporation | British Motor Corporation | British Motor Corporation | British Motor Corporation | British Motor Holdings    | British Motor Holdings    | British Leyland Motor Corporation | British Leyland Motor Corporation | Austin Rover Group | Austin Rover Group | Rover Group plc  | Rover Group plc  | Rover Group plc  | MG Rover Group                  | MG Rover Group                  | Roewe - MG Motor - Maxus (SAIC Motor) | Roewe - MG Motor - Maxus (SAIC Motor) | Roewe - MG Motor - Maxus (SAIC Motor) | Roewe - MG Motor - Maxus (SAIC Motor) | Roewe - MG Motor - Maxus (SAIC Motor) |
|                       |                       |                       | Austin Motor Company  |                       |                       |                       |                       |                       |                       | British Motor Corporation | British Motor Corporation | British Motor Corporation | British Motor Corporation | British Motor Holdings    | British Motor Holdings    | British Leyland Motor Corporation | British Leyland Motor Corporation | Austin Rover Group | Austin Rover Group | Rover Group plc  | Rover Group plc  | Rover Group plc  | MG Rover Group                  | MG Rover Group                  | Roewe - MG Motor - Maxus (SAIC Motor) | Roewe - MG Motor - Maxus (SAIC Motor) | Roewe - MG Motor - Maxus (SAIC Motor) | Roewe - MG Motor - Maxus (SAIC Motor) | Roewe - MG Motor - Maxus (SAIC Motor) |
|                       |                       |                       |                       | Morris Motors         | Morris Motors         | Morris Motors         | Morris Motors         | Morris Motors         | Morris Motors         | British Motor Corporation | British Motor Corporation | British Motor Corporation | British Motor Corporation | British Motor Holdings    | British Motor Holdings    | British Leyland Motor Corporation | British Leyland Motor Corporation | Austin Rover Group | Austin Rover Group | Rover Group plc  | Rover Group plc  | Rover Group plc  | MINI (BMW)                      | MINI (BMW)                      | MINI (BMW)                            | MINI (BMW)                            | MINI (BMW)                            | MINI (BMW)                            | MINI (BMW)                            |
|                       |                       |                       |                       |                       |                       |                       |                       | MG Cars               | MG Cars               | British Motor Corporation | British Motor Corporation | British Motor Corporation | British Motor Corporation | British Motor Holdings    | British Motor Holdings    | British Leyland Motor Corporation | British Leyland Motor Corporation | Austin Rover Group | Austin Rover Group | Rover Group plc  | Rover Group plc  | Rover Group plc  | Premier Automotive Group (Ford) | Premier Automotive Group (Ford) | Premier Automotive Group (Ford)       | Premier Automotive Group (Ford)       | Jaguar Land Rover (Tata Motors)       | Jaguar Land Rover (Tata Motors)       | Jaguar Land Rover (Tata Motors)       |
|                       |                       |                       |                       |                       | Jaguar Cars Ltd.      | Jaguar Cars Ltd.      | Jaguar Cars Ltd.      | Jaguar Cars Ltd.      | Jaguar Cars Ltd.      | Jaguar Cars Ltd.          | Jaguar Cars Ltd.          | Jaguar Cars Ltd.          | Jaguar Cars Ltd.          | British Motor Holdings    | British Motor Holdings    | British Leyland Motor Corporation | British Leyland Motor Corporation | Jaguar Cars Ltd.   | Jaguar Cars Ltd.   | Jaguar Cars Ltd. | Jaguar Cars Ltd. | Jaguar Cars Ltd. | Premier Automotive Group (Ford) | Premier Automotive Group (Ford) | Premier Automotive Group (Ford)       | Premier Automotive Group (Ford)       | Jaguar Land Rover (Tata Motors)       | Jaguar Land Rover (Tata Motors)       | Jaguar Land Rover (Tata Motors)       |
|                       |                       |                       |                       |                       | Aston Martin          | Aston Martin          | Aston Martin          | Aston Martin          | Aston Martin          | Aston Martin              | Aston Martin              | Aston Martin              | Aston Martin              | Aston Martin              | Aston Martin              | Aston Martin                      | Aston Martin                      | Aston Martin       | Aston Martin       | Aston Martin     | Aston Martin     | Aston Martin     | Premier Automotive Group (Ford) | Premier Automotive Group (Ford) | Premier Automotive Group (Ford)       | Premier Automotive Group (Ford)       | Aston Martin plc                      | Aston Martin plc                      | Aston Martin plc                      |